# Caroline Roméo
Caroline Romeo (* 16. Juli 1994) ist eine französische Tennisspielerin.

## Karriere
Romeo spielt vorrangig Turniere der ITF Women’s World Tennis Tour, wo sie bislang acht Titel im Einzel und drei Titel im Doppel gewann. Ihr erstes Profiturnier bestritt sie im Juni 2010 in Marseille, ihren ersten Titel gewann sie im März 2015 in Antalya.

## Turniersiege

### Einzel
| Nr. | Datum              | Turnier          | Kategorie   | Belag     | Finalgegnerin              | Ergebnis       |
| --- | ------------------ | ---------------- | ----------- | --------- | -------------------------- | -------------- |
| 1.  | 30. März 2015      | Antalya          | ITF $10.000 | Hartplatz | Ioana Loredana Roșca       | 6:3, 7:5       |
| 2.  | 27. September 2015 | Port El-Kantaoui | ITF $10.000 | Hartplatz | Jana Sisikowa              | 6:3, 1:6, 6:0  |
| 3.  | 27. März 2016      | Antalya          | ITF $10.000 | Hartplatz | Aminat Kuschchowa          | 6:3, 6:1       |
| 4.  | 27. Oktober 2019   | Metepec          | ITF W15     | Hartplatz | Stacey Fung                | 6:4, 1:6, 6:3  |
| 5.  | 10. November 2019  | Guatemala        | ITF W15     | Hartplatz | María Paulina Pérez García | 6:2, 7:65      |
| 6.  | 27. November 2022  | Nairobi          | ITF W15     | Sand      | Alexandra Iordache         | 6:2, 62:7, 6:3 |
| 7.  | 4. Dezember 2022   | Monastir         | ITF W15     | Hartplatz | Karola Patricia Bejenaru   | 6:2, 6:1       |
| 8.  | 6. August 2023     | Monastir         | ITF W15     | Hartplatz | Hiroko Kuwata              | 6:4, 6:4       |

### Doppel
| Nr. | Datum              | Turnier      | Kategorie   | Belag     | Partnerin        | Finalgegnerinnen                        | Ergebnis |
| --- | ------------------ | ------------ | ----------- | --------- | ---------------- | --------------------------------------- | -------- |
| 1.  | 25. Juni 2016      | Antalya      | ITF $10.000 | Hartplatz | Aljona Sotnykowa | Mariana Dražić Darja Lodikowa           | 6:3, 6:3 |
| 2.  | 28. September 2019 | Johannesburg | ITF $15.000 | Hartplatz | Chanel Simmonds  | Tamara Barad Itzhaki Adesuwa Osabuohien | 6:1, 6:3 |
| 3.  | 5. Oktober 2019    | Pretoria     | ITF $15.000 | Hartplatz | Chanel Simmonds  | Zeel Desai Merel Hoedt                  | kampflos |